# Rochers de la Pène
Pour les articles homonymes, voir Pène.
Pour les articles ayant des titres homophones, voir Penne et Pêne.
Les rochers de la Pène, aussi appelés les « Collines », sont un étroit chaînon s'étendant d'ouest en est, dans le massif des Alpilles, sur le territoire des communes de Fontvieille, Paradou, Maussane-les-Alpilles et Mouriès. Ils culminent à 58 mètres d'altitude au sud de Paradou. Ils présentent une pente marquée vers le sud et sont constitués de bancs calcaires du Crétacé supérieur.
La Pène a été habitée très tôt et compte plusieurs sites archéologiques datés de la protohistoire au Moyen Âge, dont le plus important est l'oppidum des Caisses de Jean-Jean, site protohistorique, associé à la ville romaine de Tericiae.

## Localisation

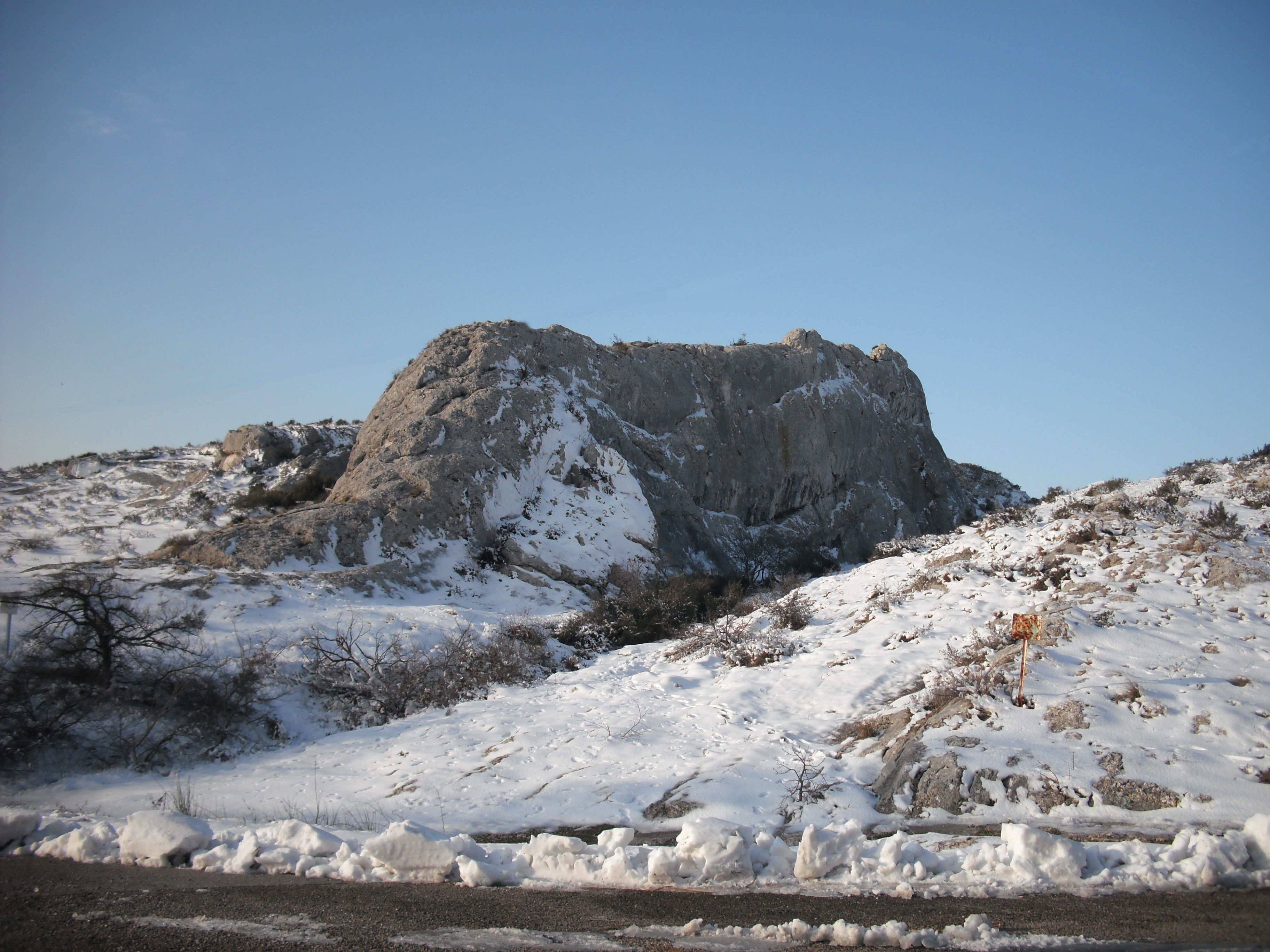
Rochers de la Pène au niveau du pont Saint-Jean un jour de neige (alt. 41 m).

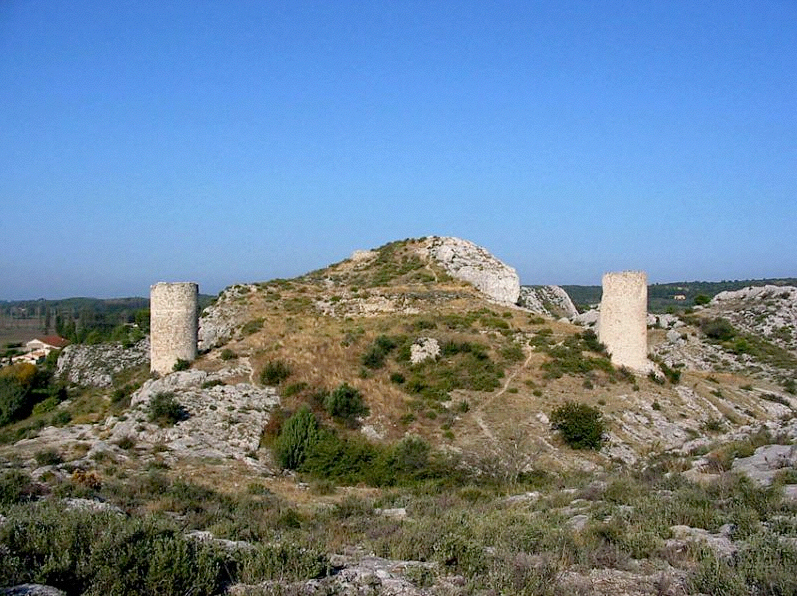
Tours de Castillon sur les rochers de la Pène.

Le chaînon de la Pène prend naissance sur le territoire de la commune de Fontvieille, près d'Arles. Sa première boursouflure est une éminence qui se dresse à 15 mètres d'altitude au lieu-dit du Mas Cadenet. Puis, le chaînon se poursuit vers l'est pendant environ 300 mètres. Après être traversée par la départementale 33 qui relie Moulès à Fontvieille, elle reprend son cours vers l'est en culminant à 36 mètres d'altitude et en hébergeant les ruines romaines de la meunerie de Barbegal, un complexe romain de meunerie hydraulique, qualifié de la plus grande concentration connue de puissance mécanique du monde antique, ainsi que de l'aqueduc des Alpilles. Elle gagne progressivement en altitude en continuant à l'est. Son altitude maximale à Fontvieille est de 38 mètres au mas de la Mérindole.
La Pène atteint ensuite sa hauteur maximale en traversant le sud du territoire de la commune de Paradou. Elle court de manière continue pendant environ 1 500 mètres et surplombe les mas du Pas-de-Loche, de Baraquet et de Castillon. Au niveau du mas de Baraquet, elle atteint l'altitude de 58 mètres. Sur cette portion se dressent trois tours anciennes appartenant au site archéologique des tours de Castillon, castrum protohistorique, abandonné par ses habitants à la fin du Moyen Âge pour le village de Paradou.
La chaîne cesse provisoirement son parcours à la jonction avec la commune de Maussane-les-Alpilles, au pont Saint-Jean. Là, elle recommence à courir vers l'est en s'élargissant et culmine à 41 mètres. S'enchaînent alors plusieurs mamelons successifs de faible hauteur pendant environ 1 500 mètres. Elle reprend de l'ampleur au niveau du mas de Boutonnet, juste au sud du Castellas de Maussane et son altitude s'accroît progressivement jusqu'à un pic de 68 mètres d'altitude. La Pène entre alors sur le territoire de la commune de Mouriès.
Géologiquement, le chaînon des Collines comprend aussi la colline arlésienne de Montmajour (43 mètres), le mont de Cordes (64 mètres), ainsi que le plateau du Castelet et les Crottes d'Aubert, ces trois derniers étant situés sur le territoire de Fontvieille. Ces sommets, depuis Arles jusqu'aux tours de Castillon (Paradou), forment une continuité de collines séparées du massif des Alpilles par la route départementale 17 reliant Arles à Paradou.

## Historique

### Préhistoire
De nombreuses découvertes concernant la Préhistoire ont été faites sur la longueur des rochers de la Pène. Du fait de sa situation, offrant une exposition au sud et surmontant les anciens marais des Baux, abondant en poissons et au sol fertile, ce site offre toutes les conditions pour permettre l'installation de groupes humains.
Un site du Chalcolithique ou du Néolithique final a été mis au jour sur la chaîne de la Pène, au lieu-dit le Touret de Roquerousse. Des céramiques de très mauvaise qualité y ont été découvertes, prouvant que les anciens marais des Baux étaient une zone peuplée dès les temps les plus reculés. Au lieu-dit Saint-Jean, à la Pène, des traces de labour profonds et les vestiges de deux cabanes des IIe et IIIe siècles ont été découverts par l'archéologue Otello Badan. Au Touret de l'Isle, un habitat du Ier siècle av. J.-C. a été découvert, accompagné de céramiques et d'amphores italiques et gauloises. Non loin, au Deven, une dizaine de cabanes aux murs en pierre sèche ont été signalées. Des céramiques massaliètes y ont été trouvées.

### Antiquité

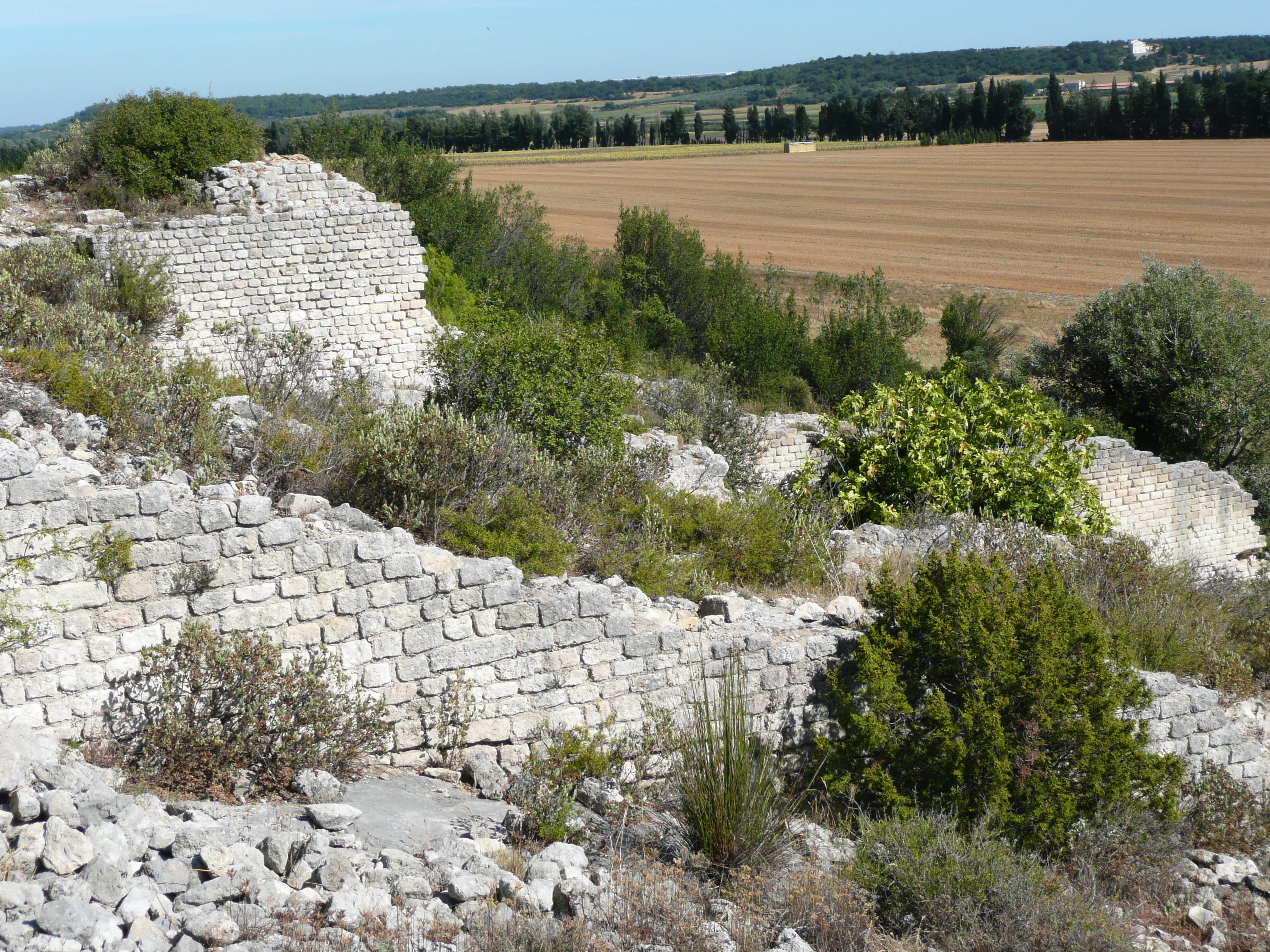
Ruines de la meunerie de Barbegal sur le versant sud de la Pène.

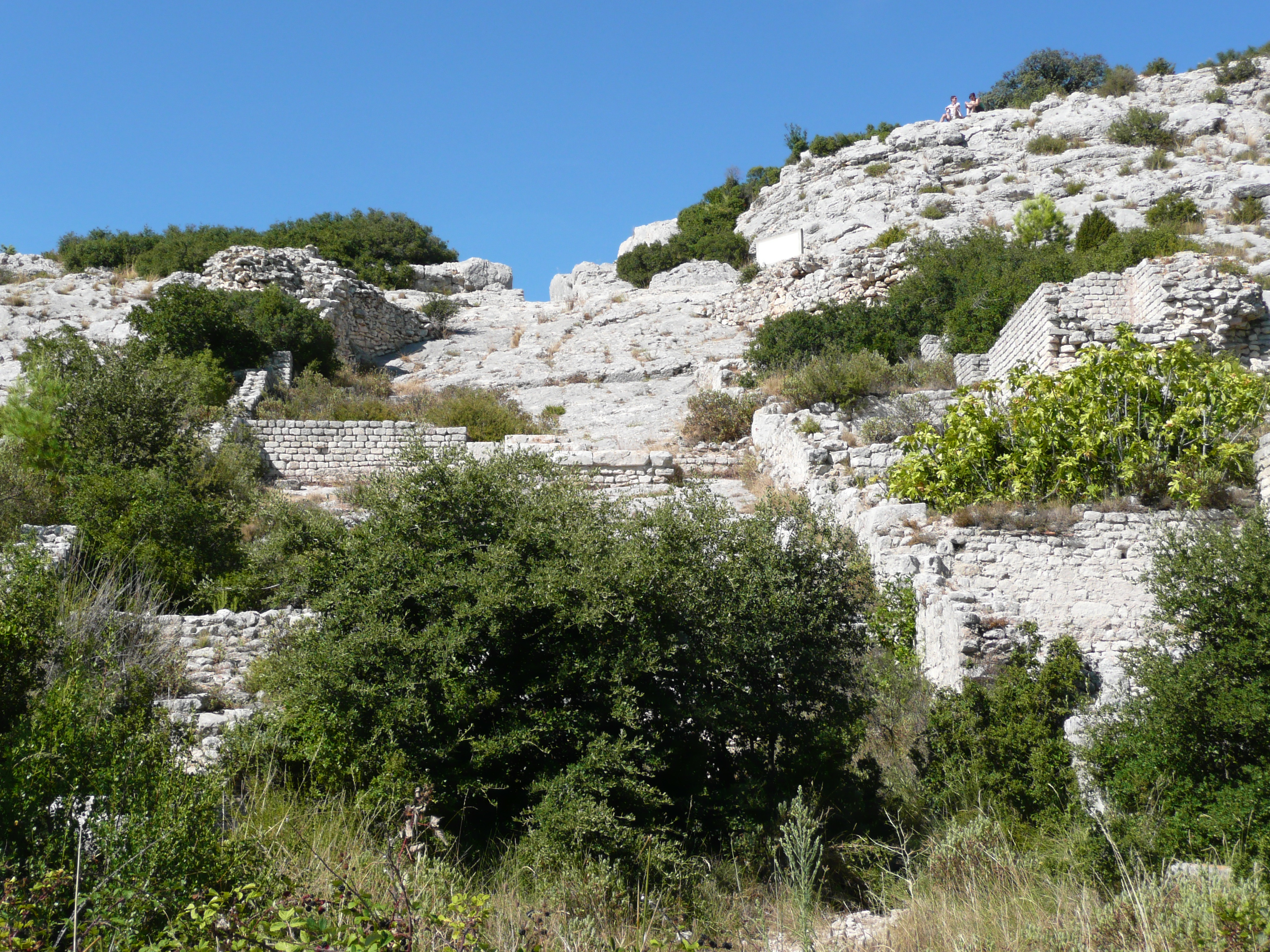
Ruines romaines de la meunerie de Barbegal, sur le chaînon de la Pène (alt. 36 m).

L'arrivée des Romains provoque l'aménagement des marais. L'eau est drainée en petits étangs de manière à permettre l'émergence de terres fertiles propres à la culture du blé. Le maintien de vastes surfaces d'eau permet en outre d'assurer la poursuite de la pratique de la pêche et de pouvoir à l'approvisionnement en eau des établissements qui s'installent à proximité. Le site romain le plus connu se trouve au quartier de Barbegal, à Fontvieille. Il s'agit d'un complexe de meunerie hydraulique approvisionné par l'aqueduc des Alpilles, édifié sur le versant sud des Rochers de la Pène.
L'archéologie, grâce à des fouilles menées en 1992 aux moulins de Barbegal a permis de déterminer que l'époque romaine a connu une grande maîtrise dans la gestion des eaux, grâce à un réseau de drainage efficace, rendu possible par l'aqueduc des Alpilles.

### Moyen Âge
Plus à l'ouest, un autre site remarquable a été édifié au Moyen Âge sur la chaîne de la Pène. Il s'agit du castrum de Castillon, aujourd'hui sur le territoire de la commune de Paradou. Cet ensemble fortifié utilisait les marais comme une barrière naturelle infranchissable.